# Sindrome di Lambert-Eaton
La  sindrome di Lambert-Eaton o sindrome miasteniforme di Lambert-Eaton (per il fatto che mima i sintomi della miastenia gravis), è un raro disturbo neurologico provocato da autoanticorpi (di tipo IgG) contro i canali del calcio voltaggio-dipendenti delle terminazioni pre-sinaptiche di tipo colinergico della placca neuro-muscolare. È quindi una patologia auto-immune che si può riscontrare anche in associazione a tumori maligni (es. microcitoma, cancro "oat cells" del polmone), dato che li precede di mesi o 2-3 anni o li segue, non è tuttavia da considerare solo come malattia a patogenesi paraneoplastica; il 40-50 % degli affetti dalla sindrome non è affetto da cancro, in quel caso la patogenesi autoimmunitaria è ignota, anche se sono state rilevate associazioni con l'ipotiroidismo e il diabete mellito di tipo 1.

## Sintomatologia
Fra i sintomi e i segni clinici ritroviamo ipostenia muscolare dopo sforzo (localizzata prevalentemente alle gambe), impotenza, stipsi, disidrosi. A differenza della miastenia gravis, la muscolatura extra oculare viene colpita di rado.

## Epidemiologia
Si mostra prevalentemente nel sesso maschile in età superiore ai 40. Si presenta alle volte come sindrome paraneoplastica da microcitoma.

## Terapia
La terapia consiste nella somministrazione di azatioprina o 3,4 diaminopiridina.